# Rhipsalis pulchra
Rhipsalis pulchra ist eine Pflanzenart in der Gattung Rhipsalis aus der Familie der Kakteengewächse (Cactaceae). Das Artepitheton pulchra stammt aus dem Lateinischen und bedeutet ‚schön‘.

## Beschreibung
Rhipsalis pulchra wächst  epiphytisch oder lithophytisch mit schlaffen, hängenden, in der Regel zu dritt oder viert in Quirlen angeordneten Trieben mit unbegrenztem Wachstum. Die leuchtend grünen, drehrunden Triebe verjüngen sich allmählich. Sie sind bis zu 20 Zentimeter oder mehr lang. Die nicht zusammengesetzten Areolen sind kahl.
Die abwärts gerichteten, leicht rötlichen oder etwas purpurfarben überhauchten Blüten erscheinen an den Triebspitzen oder seitlich an den Trieben. Sie sind 12 bis 14 Millimeter lang. Die Früchte sind bräunlich rot. Die Art ist nur unzureichend bekannt.

## Verbreitung, Systematik und Gefährdung
Rhipsalis pulchra ist in den brasilianischen Bundesstaaten Minas Gerais, Rio de Janeiro und São Paulo in Höhenlagen von 1500 bis 2500 Metern verbreitet.
Die Erstbeschreibung erfolgte 1915 durch Albert Löfgren. Ein nomenklatorisches Synonym ist Erythrorhipsalis pulchra (Loefgr.) Doweld (2002).
In der Roten Liste gefährdeter Arten der IUCN wird die Art als „Least Concern (LC)“, d. h. als nicht gefährdet geführt.

## Nachweise